# Shanghai Golden Grand Prix 2008
Shanghai Golden Grand Prix 2008 – zawody lekkoatletyczne z cyklu Grand Prix rozegrane w chińskim Szanghaju, 20 września 2008. Zawody były zaliczane do punktacji World Athletics Tour 2009.

## Rezultaty

### Mężczyźni
| Konkurencja                | 1. miejsce         | 1. miejsce | 2. miejsce           | 2. miejsce | 3. miejsce             | 3. miejsce |
| -------------------------- | ------------------ | ---------- | -------------------- | ---------- | ---------------------- | ---------- |
| Bieg na 100 m              | Michael Frater     | 10,05      | Nesta Carter         | 10,10      | Harry Aikines-Aryeetey | 10,17      |
| Bieg na 200 m              | Brian Dzingai      | 20,38      | Rodney Martin        | 20,43      | Marlon Devonish        | 20,66      |
| Bieg na 400 m              | Angelo Taylor      | 44,94      | Gary Kikaya          | 45,09      | Louis Jacob van Zyl    | 46,02      |
| Bieg na 800 m              | Wilfred Bungei     | 1:44,63    | Paweł Czapiewski     | 1:44,96    | Geoffrey Kipkoech Rono | 1:45,13    |
| Bieg na 5000 m             | Levy Matebo        | 13:16,26   | James Kwalia C'Kurui | 13:16,29   | Sahle Warga            | 13:16,49   |
| Bieg na 110 m przez płotki | David Oliver       | 13,25      | Xie Wenjun           | 13,47      | Marcel van der Westen  | 13,51      |
| Skok wzwyż                 | Andriej Tereszin   | 2,31       | Jesse Williams       | 2,28       | Linus Thörnblad        | 2,28       |
| Skok w dal                 | Miguel Pate        | 8,17       | Fabrice Lapierre     | 8,15       | Su Xiongfeng           | 8,08       |
| Pchnięcie kulą             | Christian Cantwell | 20,84      | Tomasz Majewski      | 20,36      | Daniel Taylor          | 19,63      |

### Kobiety
| Konkurencja                | 1. miejsce              | 1. miejsce | 2. miejsce             | 2. miejsce | 3. miejsce            | 3. miejsce |
| -------------------------- | ----------------------- | ---------- | ---------------------- | ---------- | --------------------- | ---------- |
| Bieg na 100 m              | Veronica Campbell-Brown | 11,01      | Lauryn Williams        | 11,26      | Jeanette Kwakye       | 11,32      |
| Bieg na 400 m              | Shericka Williams       | 50,88      | Shereefa Lloyd         | 51,24      | Tatjana Firowa        | 51,31      |
| Bieg na 1500 m             | Gelete Burka            | 4:02,30    | Anna Miszczenko        | 4:07,89    | Helen Clitheroe       | 4:08,36    |
| Bieg na 100 m przez płotki | Dawn Harper             | 12,56      | Brigitte Foster-Hylton | 12,66      | Hyleas Fountain       | 12,96      |
| Bieg na 400 m przez płotki | Sheena Tosta            | 54,51      | Tiffany Williams       | 54,70      | Anastasija Rabczeniuk | 55,14      |
| Skok o tyczce              | Jelena Isinbajewa       | 4,60       | Tatjana Połnowa        | 4,50       | Carolin Hingst        | 4,50       |
| Trójskok                   | Tatiana Lebiediewa      | 14,83      | Françoise Mbango Etone | 14,75      | Anna Piatych          | 14,71      |